# University (Hillsborough County, Florida)
University ist  ein census-designated place (CDP) im Hillsborough County im US-Bundesstaat Florida. Das U.S. Census Bureau hat bei der Volkszählung 2020 eine Einwohnerzahl von 50.893 ermittelt.

## Geographie
University grenzt im Süden und Osten direkt an Tampa. Der CDP wird von der Interstate 275, dem U.S. Highway 41 und der Florida State Road 582 durchquert bzw. tangiert.

## Demographische Daten
Laut der Volkszählung 2010 verteilten sich die damaligen 41.163 Einwohner auf 21.365 Haushalte. Die Bevölkerungsdichte lag bei 4116,3 Einw./km². 50,0 % der Bevölkerung bezeichneten sich als Weiße, 32,8 % als Afroamerikaner, 0,6 % als Indianer und 3,8 % als Asian Americans. 8,9 % gaben die Angehörigkeit zu einer anderen Ethnie und 4,0 % zu mehreren Ethnien an. 29,1 % der Bevölkerung bestand aus Hispanics oder Latinos.
Im Jahr 2010 lebten in 24,6 % aller Haushalte Kinder unter 18 Jahren sowie 12,5 % aller Haushalte Personen mit mindestens 65 Jahren. 40,3 % der Haushalte waren Familienhaushalte (bestehend aus verheirateten Paaren mit oder ohne Nachkommen bzw. einem Elternteil mit Nachkomme). Die durchschnittliche Größe eines Haushalts lag bei 2,19 Personen und die durchschnittliche Familiengröße bei 3,04 Personen.
24,0 % der Bevölkerung waren jünger als 20 Jahre, 46,0 % waren 20 bis 39 Jahre alt, 18,8 % waren 40 bis 59 Jahre alt und 11,4 % waren mindestens 60 Jahre alt. Das mittlere Alter betrug 27 Jahre. 48,5 % der Bevölkerung waren männlich und 51,5 % weiblich.
Das durchschnittliche Jahreseinkommen lag bei 20.992 $, dabei lebten 46,4 % der Bevölkerung unter der Armutsgrenze.
Im Jahr 2000 war Englisch die Muttersprache von 77,05 % der Bevölkerung, spanisch sprachen 17,01 % und 5,94 % hatten eine andere Muttersprache.